# Xét nghiệm thử thách phế quản
Xét nghiệm thử thách phế quản là một xét nghiệm y tế được sử dụng để hỗ trợ chẩn đoán hen. Bệnh nhân hít vào methacholine hoặc histamine qua ống hít. Do đó, xét nghiệm cũng có thể được gọi là xét nghiệm thử thách methacholine hoặc xét nghiệm thử thách histamine. Cả hai loại thuốc đều kích thích co thắt phế quản, hoặc thu hẹp đường thở. Trong khi histamine gây ra sự tiết chất nhầy mũi và phế quản và phế quản thông qua thụ thể H1, methacholine sử dụng thụ thể M3 để điều trị co thắt phế quản. Mức độ thu hẹp sau đó có thể được định lượng bằng phép đo phế dung. Những người mắc chứng tăng động đường thở trước đó, chẳng hạn như bệnh hen, sẽ phản ứng với liều thuốc thấp hơn.
Đôi khi, để đánh giá khả năng đảo ngược của một tình trạng cụ thể, thuốc giãn phế quản được sử dụng để chống lại tác dụng của thuốc giãn phế quản trước khi lặp lại các xét nghiệm đo phế dung. Điều này thường được gọi là xét nghiệm đảo ngược, hoặc xét nghiệm thuốc giãn phế quản (post bronchodilator test), và có thể giúp phân biệt hen suyễn với bệnh phổi tắc nghẽn mạn tính. Ngoài ra, xét nghiệm DLCO có thể được sử dụng để phân biệt hen suyễn (DLCO bình thường đến cao) với COPD (giảm DLCO).
Dương tính và âm tính giả có thể có trong xét nghiệm thử thách phế quản. Ngoài ra, hen suyễn có thể là tạm thời do tiếp xúc với các kích thích độc hại hoặc tập thể dục.
Xét nghiệm thử thách phế quản mang tính đòi hỏi thể chất, và kết quả có thể bị ảnh hưởng do yếu cơ hoặc kiệt sức. Thuốc hít có thể kích thích đường hô hấp trên đủ để gây ra ho dữ dội. Điều này có thể làm cho phép đo phế dung trở nên khó khăn hoặc không thể. Xét nghiệm này chống chỉ định ở những bệnh nhân bị tắc nghẽn đường thở nghiêm trọng do sự tắc nghẽn rõ ràng của sự tắc nghẽn. Cũng chống chỉ định bởi sự hiện diện của phình động mạch chủ, vì phế dung sẽ làm tăng huyết áp, tỷ lệ thuận với cả nỗ lực của bệnh nhân và mức độ tắc nghẽn trong phổi.